# Djacir Figueiredo
Djacir Gurgel de Figueirêdo (nascido em Limoeiro do Norte, Ceará, em 5 de abril de 1931) é um neurocirurgião, professor universitário e escritor brasileiro, reconhecido por seu impacto na neurocirurgia e na educação médica no Nordeste do Brasil. Sua trajetória é amplamente documentada por fontes confiáveis, como a Academia Nacional de Medicina (ANM) e a Academia Cearense de Medicina (ACM).

## Infância e Educação Inicial
Djacir Gurgel de Figueirêdo nasceu em Limoeiro do Norte, filho de Miguel Ângelo e Gesumira Gurgel. Estudou no Ginásio Diocesano Padre Anchieta entre 1943 e 1946 e, posteriormente, mudou-se para Fortaleza, onde completou o ensino médio no Liceu do Ceará e no Colégio Castelo Branco de 1947 a 1949. Sua educação inicial ocorreu em instituições regionais, como a Escola Normal Rural, gerida por Maria Gonçalves da Rocha Leal, no Vale do Jaguaribe. Durante esse período, conheceu sua futura esposa, Maria Lindalva Freire Figueirêdo, com quem se casaria em 1957.

## Formação Acadêmica e Especialização
Em 1950, ingressou na Faculdade de Medicina do Ceará, concluindo o curso em 1955 pela Universidade Federal do Ceará (UFC), recém-incorporada ao sistema federal. Durante a graduação, em 1952, foi aspirante a Oficial da Reserva pelo CPOR de Fortaleza, mas optou pela medicina devido a influências políticas locais. Especializou-se em neurocirurgia no Instituto de Neurocirurgia de Porto Alegre em 1957, sendo o primeiro médico residente da instituição, e em 1964-1965 foi Visiting Fellow no Department of Neurological Surgery da Columbia University, em Nova Iorque.

## Carreira Profissional e Contribuições

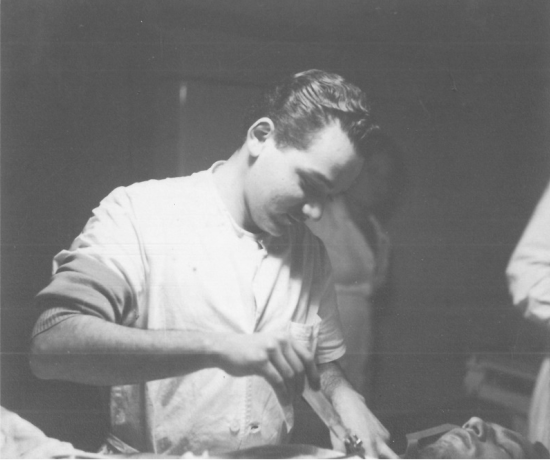
Primeira arteriografia cerebral realizada por Djacir Figueirêdo em 1956, como médico residente do Instituto de Neurocirurgia de Porto Alegre.

### Atuação Médica
Em 1958, Djacir lançou as bases do serviço de neurocirurgia no Hospital Geral de Fortaleza (HGF), posteriormente associado ao INAMPS, superando a escassez de recursos ao trazer instrumentos de Porto Alegre e Rio de Janeiro. Foi pioneiro no Ceará ao introduzir técnicas como cirurgia estereotáxica para Parkinson, microcirurgia de aneurismas cerebrais e nervos periféricos, cirurgia transesfenoidal para tumores da hipófise, embolização de fístulas arteriovenosas, tratamento de hidrocefalia com válvulas e microcirurgia de angiomas medulares. Em 63 anos de carreira, realizou mais de 7.000 procedimentos, muitos ao lado de seu filho, o neurocirurgião Daniel Freire de Figueirêdo. Entre seus marcos no Ceará estão a primeira angiografia cerebral (maio de 1959), a primeira cranioplastia (março de 1959), o primeiro tumor operado (craniofaringioma, dezembro de 1959) e a primeira cirurgia de aneurisma com hipotermia (setembro de 1965).

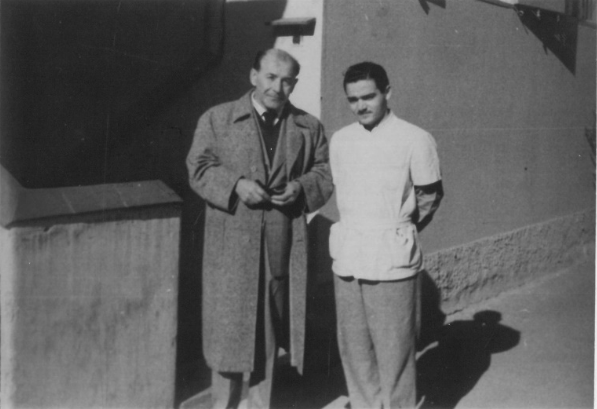
O Professor Elyseu Paglioli e Djacir Figueirêdo, como médico residente do Instituto de Neurologia de Porto Alegre, em 1956.

### Carreira Acadêmica
Em 1º de abril de 1957, tornou-se professor assistente de anatomia na UFC, sendo o primeiro a lecionar neuroanatomia na instituição. Em 1960, assumiu como assistente da cadeira de cirurgia, fundando a disciplina de neurocirurgia, e em 1974 tornou-se seu regente no Departamento de Cirurgia. Em 10 de abril de 1975, foi nomeado professor adjunto por concurso público, com nomeação publicada no Diário Oficial da União em 13 de maio de 1975.

### Produções Literárias e Científicas
Djacir contribuiu para a ciência médica com 19 trabalhos publicados, 81 como autor principal e 12 como coautor, registrados no Currículo Lattes, além de participar de 51 congressos como membro ativo, 58 como assistente e organizar 5 eventos. Presidiu a Sociedade Brasileira de Neurocirurgia (1976 e 1978) e fundou a Sociedade Cearense de Neurologia, Neurocirurgia e Eletroencefalografia (1966-1967). Também escreveu crônicas para a Antologia Anual da Sobrames-CE.

## Honrarias e Reconhecimentos

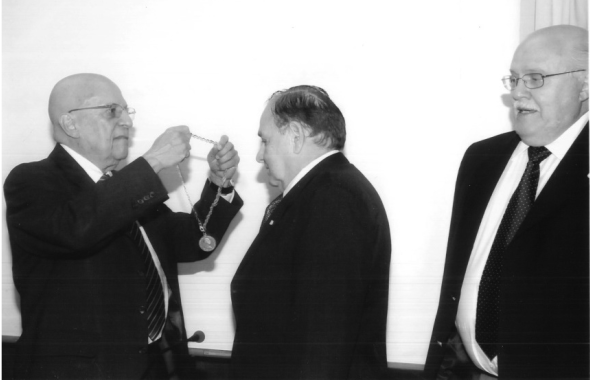
Djacir Figueirêdo em sua posse na Academia Nacional de Medicina.

Recebeu distinções como a Medalha da Abolição (1986, Governo do Ceará), a Medalha Jurandir Picanço (1998, UFC) e o Certificado do Mérito Ético-Profissional (2005, Conselho Regional de Medicina do Ceará). É membro honorário da Academia Nacional de Medicina, membro titular e ex-presidente da Academia Cearense de Medicina (2018-2020), além de Cidadão Honorário de Fortaleza. Internacionalmente, é membro honorário da Sociedade Peruana e da Sociedade Paraense de Neurocirurgia.

## Vida Pessoal
Casou-se em 1957 com a farmacêutica Maria Lindalva Freire Figueirêdo, com quem teve três filhos: Djacir Freire de Figueirêdo (cirurgião plástico), Daniel Freire de Figueirêdo (neurocirurgião) e Daniela Freire de Figueirêdo (advogada e psicóloga). Tem seis netos e quatro bisnetos.